# Li He (goista)
Li He (李赫S; 1992) è una goista cinese.

## Biografia
Diventata professionista nel 2005.
Nel 2008 vince lo Xinren Wang femminile contro Fan Weijing.
Promossa 2 dan a luglio 2009.
Promossa 3 dan a luglio 2010, dopo essere arrivata seconda nel Huang Longshi dietro Zheng Yan e aver vinto lo Xinren Wang femminile contro Wang Chenxing.
Nel 2011 vince lo Huang Longshi davanti a Chen Yiming e lo Xinren Wang femminile contro Li Xiaoxi.
Promossa 5 dan a novembre 2012 dopo aver vinto la terza edizione della Bingsheng Cup contro la connazionale Rui Naiwei.
Nel 2022 ha vinto la Hoban Cup con la squadra cinese: ha conseguito due vittorie, eliminando la giapponese Fujisawa Rina e la sudcoreana O Yu-jin, prima di essere eliminata da Ueno Asami.
Nel torneo per determinare le rappresentanti cinesi ai XIX Giochi asiatici di Hangzhou 2022, Li ha vinto lo spareggio contro Tang Jawen, accedendo alla competizione femminile a squadre insieme a Yu Zhiying, Wu Yiming e Wang Yubo. Nel girone di qualificazione ha contribuito al secondo posto della compagine cinese con tre vittorie (tra cui quella contro la taiwanese Hei Jiajia) e due sconfitte (contro la giapponese Fujisawa Rina e la sudcoreana Choi Jeong). Nella fase a eliminazione diretta, Li ha sfoderato delle prestazioni decisive: prima si è presa la rivincita su Fujisawa con la vittoria decisiva nella semifinale tra la squadra giapponese e quella cinese, permettendo alla Cina di accedere alla finale per la medaglia d'oro; in finale, ha ottenuto un'altra vittoria decisiva, sulla sudcoreana Choi Jeong, numero uno al mondo, permettendo alla squadra cinese di sconfiggere le avversarie per 2-1 e di vincere la medaglia d'oro. A novembre sconfigge Wang Chenxing per 2-0 nella finale della diciannovesima edizione della Coppa Jianqiao.

## Palmarès
| Nazionali             | Nazionali            | Nazionali      |
| Torneo                | Vittorie             | Finalista      |
| --------------------- | -------------------- | -------------- |
| Xinren Wang femminile | 3 (2008, 2010, 2011) |                |
| Guoshou femminile     |                      | 2 (2013, 2024) |
| Huang Longshi         | 1 (2011)             | 1 (2010)       |
| Coppa Jianqiao        | 1 (2023)             | 1 (2016)       |
| Totale                | 4                    | 4              |
| Internazionali        |                      |                |
| Bingsheng Cup         | 1 (2012)             |                |
| Totale                | 1                    | 0              |
| Totale in carriera    |                      |                |
| Totale                | 5                    | 4              |